# Jakob Knab

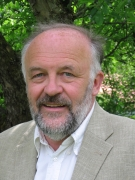
Jakob Knab (2005)

Jakob Knab (* 18. Juni 1951 in Waidhofen) ist ein deutscher Autor.

## Leben
Knab studierte Katholische Theologie an der Ludwig-Maximilians-Universität München und Sprachwissenschaft an der University of Edinburgh. Knab ist Lehrer für Englisch und Katholische Religionslehre und war bis 2015 Studiendirektor am Jakob-Brucker-Gymnasium in Kaufbeuren. Er wurde durch Kritik an der Traditionspflege der Bundeswehr bekannt, insbesondere an einer bis 1995 nach Eduard Dietl benannten Kaserne in Füssen. Veröffentlichungen finden sich überwiegend in den Bereichen Geschichtspolitik, Erinnerungskultur und Traditionspflege. Neben seiner schriftstellerischen Tätigkeit veröffentlicht er auch Beiträge in den Zeitschriften Ossietzky und antifa, das durch die Vereinigung der Verfolgten des Naziregimes VVN-BDA herausgegeben wird, sowie in der Tageszeitung Neues Deutschland. Knab ist der Gründer und Sprecher der „Initiative gegen falsche Glorie“. In der Vergangenheit war er Referent bei der Antifaschistischen Informations-, Dokumentations- und Archivstelle München a.i.d.a. Zudem war Knab neben u. a. Ulla Jelpke, Tobias Pflüger und Jürgen Rose Mitautor des Schwarzbuches zur Sicherheits- und Militärpolitik Deutschlands der Bundestagsfraktion Die Linke. Ralph Giordano schrieb über Knab, er sei „einer der raren Alltagshelden der Republik“.

## Publikationen
- Das Lächeln des Esels: Das Leben und die Hinrichtung des Allgäuer Bauernsohnes Michael Lerpscher (1905–1940), Verlag an der Säge: Blöcktach 1987 (zusammen mit Ernst T. Mader), ISBN 3-923710-10-0.
- Falsche Glorie: Das Traditionsverständnis der Bundeswehr. Ch. Links Verlag, Berlin 1995, ISBN 3-86153-089-9.
- Mitarbeit bei Detlef Bald (Hrsg.): Wider die Kriegsmaschinerie: Kriegserfahrungen und Motive des Widerstandes der „Weißen Rose“. Klartext Verlag, Essen 2005. ISBN 978-3-89861-488-7.
- Fritz Hartnagel, vom Wehrmachtsoffizier zum Ostermarschierer, in: Detlef Bald/Wolfram Wette (Hrsg.): Alternativen zur Wiederbewaffnung. Friedenskonzeptionen in Westdeutschland 1945–1955, Essen 2008 ISBN 978-3-8375-0013-4.
- „Die Stärkeren im Geiste“: Zum christlichen Widerstand der Weißen Rose, Klartext Verlag: Essen 2012 (zusammen mit Detlef Bald), ISBN 978-3-8375-0660-0.
- Luther und die Deutschen 1517–2017, Donat Verlag, Bremen 2017, ISBN 978-3-943425-65-9.
- Ich schweige nicht: Hans Scholl und die Weiße Rose, WBG Theiss 2018.
- Jakob Knab (Hrsg.), „Helden“ der Vergangenheit? Zum Elend der Traditionspflege in der Bundeswehr. Rolf Johannesson – Paul von Hindenburg – Erwin Rommel, Bremen 2023, ISBN 978-3-949116-18-6.